# Route européenne 652
Pour les articles homonymes, voir Route 652.
La route européenne 652 est une route reliant Klagenfurt à Naklo.